# Kenneth Gilbert

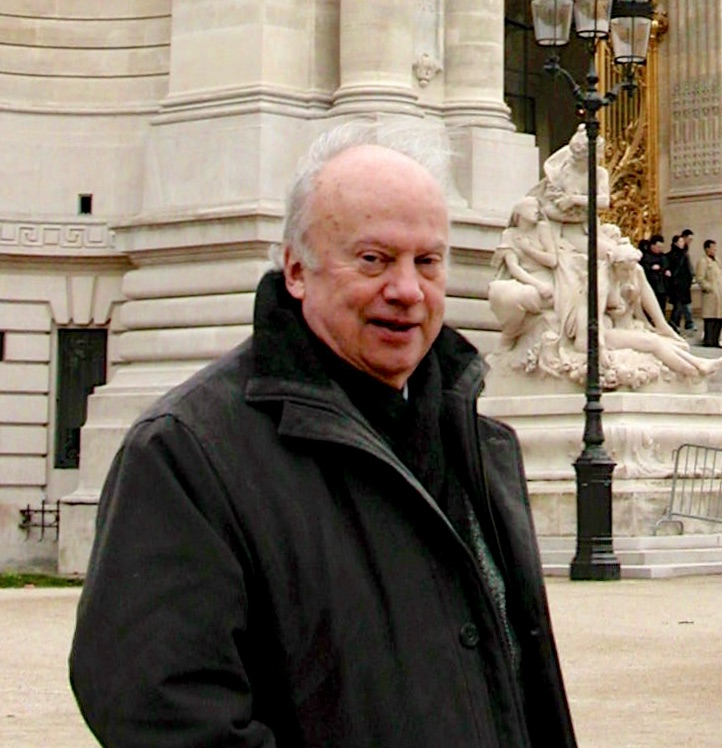
Kenneth Gilbert in 2006

Kenneth Gilbert (Montreal, 16 december 1931 - 16 april 2020) was een Canadese klavecinist, organist, musicoloog en muziekpedagoog.

## Levensloop
Gilbert studeerde aan het Conservatorium van Montreal bij Conrad Letendre (orgel), Yvonne Hubert (piano) en Gabriel Cusson (harmonie en contrapunt). In 1953 won hij de 'Prix d'Europe' en kwam naar Frankrijk waar hij twee jaar studeerde bij Nadia Boulanger (compositie), Gaston Litaize en Maurice Duruflé (orgel), Sylvie Spicket en Ruggero Gerlin (klavecimbel). Vervolgens studeerde hij aan de Accademia Musicale Chigiana in Siena. In 1957 werd hij leraar klavecimbel in Montreal. In 1969 was hij verbonden aan de Université Laval in Quebec en van 1971 tot 1973 onderwees hij aan het Koninklijk Vlaams Conservatorium Antwerpen. In 1973 volgde hij Gustav Leonhardt op in de Zomeracademie van Haarlem. Vanaf 1981 doceerde hij aan de Muziekhogeschool in Stuttgart en leidde hij de afdeling Oude Muziek aan het Conservatorium van Straatsburg.
Vanaf 1989 was hij gewoon hoogleraar voor klavecimbel aan het Mozarteum in Salzburg. Hij leidde tevens het Klavecimbelseminarie bij de Accademia Musicale Chigiana in Siena en de Stichting Chigi in Venetië. Hij was tevens gastprofessor aan de Royal Academy of Music en de Royal College of Music in Londen.
Gilbert was lid van de jury van het driejaarlijks Internationaal klavecimbelconcours van Brugge in 1971, 1974, 1980, 1983, 1986 en 1989. 
Gilbert bekommerde zich overwegend om de historische uitvoeringspraktijk en werd vooral erkend als uitvoerder van Franse componisten. Hij speelde op historische instrumenten. Naar aanleiding van de 300ste verjaardag van de geboorte van François Couperin bewerkte en interpreteerde hij diens volledige oeuvre voor klavecimbel (1969). Hij maakte ook opnamen van de 555 sonates voor klavecimbel van Domenico Scarlatti.
Hij realiseerde een groot aantal opnamen van werk van Johann Sebastian Bach, het integrale werk van Jean-Philippe Rameau, werk van de Chambonnières, Henry Purcell, Antonio Soler, alsook uittreksels uit de Livre d'Orgue de Montréal. Van dit boek verzorgde hij, samen met de musicologe Élisabeth Gallat-Morin, een moderne uitgave.

## Eerbetuigingen
- 'Artiste de l'année' door de Conseil canadien de la musique (1978)
- Eredoctoraat voor Muziek, McGill University in Montreal (1981)
- Prix de Musique Calixa-Lavallée (1981)
- Erelid van de Royal Academy of Music (Londen)
- Lid van de Royal Society of Canada (1988)
- Officier de l'Ordre du Canada (1986)
- Oostenrijks Erekruis 1ste Klas voor Wetenschappen en Kunst (1999)
- Officier de l'Ordre des Arts et des Lettres (Frankrijk).

## Discografie
- Albinoni, Geminiani, Krebs, Marcello, Quantz: Sonates voor fluit en klavecombel (met Jean-Pierre Rampal, fluit) (1965)
- Bach, Die Kunst der Fuge, 1989
- Bach, Das Wohltemperiertes Klavierbuch, 1983.
- Bach, Concerto in ré minor, Italiaans Concerto, Partita n° 4, 1962
- Bach, Italiaans Concerto, 4 Duos, Ouverture dans le style français, 1988
- Bach, Concertos voor klavecimbel, 1963
- Bach, Concertos voor klavecombel (met English Chamber Orchestra), 1988
- Bach, Concertos voor 2 klavecimbels (met Trevor Pinnock) , 1980
- Bach, Concertos voor 3 en 4 klavecimbels (met Trevor Pinnock, Mortensen en Kraemer en met English Concert), 1981
- Bach, Fantaisie chromatique et fugue BWV 912, 913, 914, 916, 1991
- Bach, 15 Inventions à deux voix, 15 Inventions à trois voix, 1984
- Bach, Partitas, 1984-85
- Bach, Petits préludes, 1984
- Bach, Sonates voor viola da gamba en klavecimbel, 1971
- Bach: Engelse suites, 1981
- Bach, Franse suites, 1975
- Bach, Goldbergvartiaties, 1984
- Bach, Haendel, Scarlatti, Couperin, Rameau, 1977
- Bach, Haendel en andere, 1987
- W.F. Bach, Loeillet, Pepusch, Telemann, Triosonates (met J. P. Rampalen Duschenes), 1965
- Meesters van hetr Barokorgel: Buxtehude, Boehm, Walther, 1964
- Bull, Daveluy, O. Joachim, 1966
- Chambonnières, Premier livre de clavecin, 1979
- Clérambault,  Suites, 1965
- Clérambault, Le Roux, Couperin, d'Anglebert, Lebègue, 1981
- Couperin, Volledige werken voor klavecimbel, 1970-71
- Froberger,  Suites, 1978
- The Golden Age of English Organ Music: Bull, Byrd, Tallis en anderen, 1989
- Jacquet de La Guerre, Clérambault, 1979
- Livre d'orgue de Montréal, 1983
- Lully, 1987
- Les Maîtres du clavier en France I: d'Anglebert, 1973
- Les Maîtres du clavier en France II : Marchand, Forqueray, Duphly, 1971
- Purcell Suites, 1978
- Rameau, oeuvres complètes pour clavecin, 1976
- Rameau, werke für cembalo, Archiv 1977
- Rameau, Les Indes galantes, 1979
- Rameau, Pièces de clavecin, 1965
- Rameau, Chambonnières, Couperin, DuMont, d'Anglebert, 1969
- Soler, 6 Concertos voor 2 klavieren, klavecimbel en pianoforte, 1979

## Publicaties
- Les Livres de clavecin de François Couperin, Revue de musicologie, 2 (1972).
- Le Clavecin français et la registration. L'Interprétation de la musique française aux XVIIe et XVIIIe siècles (Paris 1974).
- Le Livre d'orgue de Montréal: un premier regard sur la musique in: L'Orgue à notre époque, Donald Mackey dir. (Montreal 1982).